# جایزه بزرگ آذربایجان ۲۰۲۴
جایزه بزرگ آذربایجان ۲۰۲۴ (به طور رسمی با عنوان جایزه بزرگ فرمول ۱ قطر ایرویز آذربایجان ۲۰۲۴ شناخته می شود) یک مسابقه اتومبیلرانی فرمول یک بود که در ۱۵ سپتامبر ۲۰۲۴ در پیست شهری باکو در باکو، آذربایجان برگزار شد. این مسابقه هفدهمین دور از مسابقات فرمول یک فصل ۲۰۲۴ بود.